# Spahn Ranch
Pour les articles homonymes, voir Spahn.
Spahn Ranch, également connu sous le nom de Spahn Movie Ranch, était un ranch de cinéma de 22 acres situé dans le comté de Los Angeles, en Californie. 

## Histoire
En 1947, Lee et Ruth McReynolds achètent le terrain à Sharon M. Atkins, qui en était propriétaire depuis 1928. Lee McReynolds construit des plateaux de tournage pour des westerns afin de capitaliser sur le succès d'endroits similaires tels que le célèbre Iverson Movie Ranch. En 1953, la propriété passe à George Spahn et devient connue sous le nom de « Spahn Ranch ». Spahn ajoute plus de plateaux et loue des chevaux, ce qui en fait également un endroit populaire pour l'équitation parmi les habitants de la région.   
Avec un terrain montagneux, des paysages parsemés de rochers et un décor « West Old City », Spahn Ranch est devenu un endroit idéal pour tourner des western, principalement des films de série B et des émissions de télévision,. Cependant, lorsque le western est devenu moins populaire avec le temps, le ranch a perdu de son importance et est devenu un endroit désert et délabré. 
Désormais inutilisée, l'adresse historique du ranch est à l'origine située au 12000 Santa Susana Pass Road (maintenant les numéros de maison ont changé) dans la zone entre Simi Hills et Santa Susana Mountains au-dessus de Chatsworth, en Californie. Le terrain fait maintenant partie du parc historique d'État de Santa Susana Pass. Spahn Ranch est devenu connu pour être, entre 1968 et 1969, la base logistique de Charles Manson et de ses adeptes, la « famille Manson ».

## Au cinéma et à la télévision
Le ranch est dénommé d'après son propriétaire George Spahn, qui l'a acheté en 1953.   
L'acteur William S. Hart achète le ranch dans les années 1920 pour louer des appartements à des directeurs locaux. Le terrain appartenait à l'origine à Dionisio Sanchez et James Williams,.  
Plusieurs westerns, tant des films que des séries télévisées, ont été tournés dans le ranch, notamment The Lone Knight avec Clayton Moore, Duel au soleil réalisé par King Vidor, avec Gregory Peck, Jennifer Jones et Joseph Cotten et quelques épisodes de Bonanza et de Zorro. C'est également le lieu de tournage du film de série B The Creeping Terror. 
Le « Spahn Movie Ranch » figure dans le film Once Upon a Time... in Hollywood  (Il était une fois... à Hollywood, 2019) de Quentin Tarantino, dont l'action se déroule en 1969 lors des meurtres commis par la famille Manson. Les scènes du film ont en fait été tournées près de Corriganville Park, dans la vallée de Simi. Dans le film, le personnage joué par Brad Pitt rend visite au vieux George Spahn (Bruce Dern). Le personnage de Pitt, accompagnant une auto-stoppeuse, se retrouve au ranch et découvre qu'il est devenu la base du groupe de Charles Manson.

## Incendie, mort de Spahn et incorporation dans le parc national
Un incendie a détruit une grande partie du Spahn Movie Ranch le 26 septembre 1970.  
George Spahn meurt le 22 septembre 1974 et est enterré au cimetière Eternal Valley Memorial Park près de Newhall (district de Santa Clarita), en Californie. 
Le Spahn Movie Ranch fait actuellement partie du parc historique d'État Santa Susana Pass. Il y a plusieurs sentiers qui donnent accès à des vues panoramiques sur la vallée de San Fernando.